# صندوق الشهداء والمصابين والأسرى والمفقودين
صندوق الشهداء والمصابين والأسرى والمفقودين،   أُنشئ صندوق الشهداء والمصابين والأسرى والمفقودين بقرارٍ من مجلس الوزراء ذي الرقم (366) والتاريخ 14/8/1436هـ، بهدف تقديم الرعاية والعون لأسر الشهداء والمصابين والأسرى والمفقودين، ومن يعولونهم شرعاً، والقيام بأعمال خيرية يعود أجرها وثوابها لهم. 
ويتمتع الصندوق بشخصية مستقلة مالياً وإدارياً، وتدار أعماله التنفيذية من قبل الأمين العام للصندوق، ويسعى لخدمة المستفيدين وفق أفضل الممارسات الدولية في المجال، وأحدثها، مع التركيز على توسيع دائرة الشراكات مع مختلف القطاعات الحكومية والخاصة للمساهمة من خلال الرعاية لأحد البرامج والخدمات التي يقدمها الصندوق. وتقوم فكرة الصندوق على تنفيذ أعمال خيرية يعود ثوابها وأجرها إلى المسجلين لديه.

## مجلس الأمناء
يتكون الهيكل التنظيمي للصندوق من مجلس أمناءٍ يترأسه صاحب السمو الملكي الأمير محمد بن سلمان ولي العهد ورئيس مجلس الوزراء وعضوية عددٍ من أصحاب السمو الملكي، وأصحاب المعالي الوزراء، وعددٍ من رجال الأعمال على النحو الآتي:
1. صاحب السمو الملكي الأمير محمد بن سلمان بن عبد العزيز آل سعود، ولي العهد ورئيس مجلس الوزراء – رئيساً
2. صاحب السمو الملكي الأمير عبد العزيز بن سعود بن نايف آل سعود وزير الداخلية - عضوًا.
3. صاحب السمو الملكي الأمير عبد الله بن بندر بن عبد العزيز آل سعود. وزير الحرس الوطني – عضوًا.
4. صاحب السمو الملكي الأمير خالد بن سلمان بن عبدالعزيز وزير الدفاع - عضوًا.
5. معالي الدكتور عبد اللطيف بن عبد العزيز آل الشيخ وزير الشؤون الإسلامية والدعوة والإرشاد – عضوًا.
6. معالي الأستاذ محمد بن عبد الله الجدعان وزير المالية - عضوًا.
7. معالي المهندس أحمد بن سليمان الراجحي وزير الموارد البشرية والتنمية الاجتماعية – عضوًا
8. معالي الأستاذ عبدالعزيز بن محمد الهويريني - عضوًا
9. سعادة الأستاذ حمد بن عبد العزيز الجميح – عضوًا
10. سعادة الأستاذ عبد الرحمن بن راشد الراشد – عضوًا
11. سعادة الأستاذ عبد الله بن سلمان الراجحي – عضوًا
12. سعادة الأستاذ عبد اللطيف بن حمد الجبر رحمه الله - عضوًا
13. سعادة الأستاذ طلال بن عثمان المعمر- أمين عام الصندوق.

## البرامج والخدمات
البرامج السكنية: 
يسعى الصندوق لتوفير حياة كريمة للمستفيدين من خلال المساهمة في توفير مسكن مناسب وترميم المنازل وبناء الوحدات السكنية.
برامج جودة الحياة: 
يسعى الصندوق لتحسين جودة حياة المستفيدين من خلال توفير برامج ترفيهية، وثقافية، وسياحية، ورياضية.
برامج التعليم والتدريب: 
يسعي الصندوق لتطوير مهارات المستفيدين وتنمية قدراتهم من خلال تقديم حزمة من الدورات التدريبية والبرامج التعليمية في مختلف المجالات.
خدمات التأمين الصحي: 
يسعى الصندوق لرعاية المستفيدين وتقديم الدعم اللازم لهم من خلال توفير التأمين الطبي والرعاية الصحية المنزلية ودعم الأشخاص ذوي الإعاقة.
البرامج الموسمية: 
يسعى الصندوق لتقديم العون للمستفيدين من خلال تقديم خدمات وبرامج في أوقات مُحددة من العام مثل التموين الغذائي وكسوة الشتاء.
البرامج الدينية: 
يسعى الصندوق لتسهيل ممارسات الشعائر الدينية من خلال تقديم عدد من البرامج النوعية مثل الحج والعمرة والأضاحي.
برامج الإرشاد المهني ودعم التوظيف: 
يسعى الصندوق لرفع مهارات المستفيدين وتأهيلهم والموائمة مع احتياجات سوق العمل من خلال تقديم حزمة من برامج الإرشاد المهني لطلاب المرحلتين الثانوية والجامعية وبرامج تأهيل للباحثين عن عمل وبرامج دعم التوظيف.

## منصة شهم
منصة إلكترونية تُقدم مجموعة منوعة من البرامج والخدمات   للفئات المستفيدة من أسر الشهداء والمصابين والأسرى والمفقودين.

## المشاركة المجتمعية
يُعد برنامج المشاركة المجتمعية أحد مبادرات الصندوق الهادفة إلى تفعيل مبدأ التعاون مع القطاعات الحكومية وشبه الحكومية والخاصة من خلال مختلف الأعمال الخيرية والتطوعية، والتي من شأنها أن تفتح آفاق جديدة تنسجم مع استراتيجية الصندوق وتسهم في تحقيق الرغبات وتلبية الاحتياجات للفئات المستفيدة من أسر الشهداء والمصابين والأسرى والمفقودين.

## وصلات خارجية
الموقع الرسمي